# 勇氣之母與她的子女們

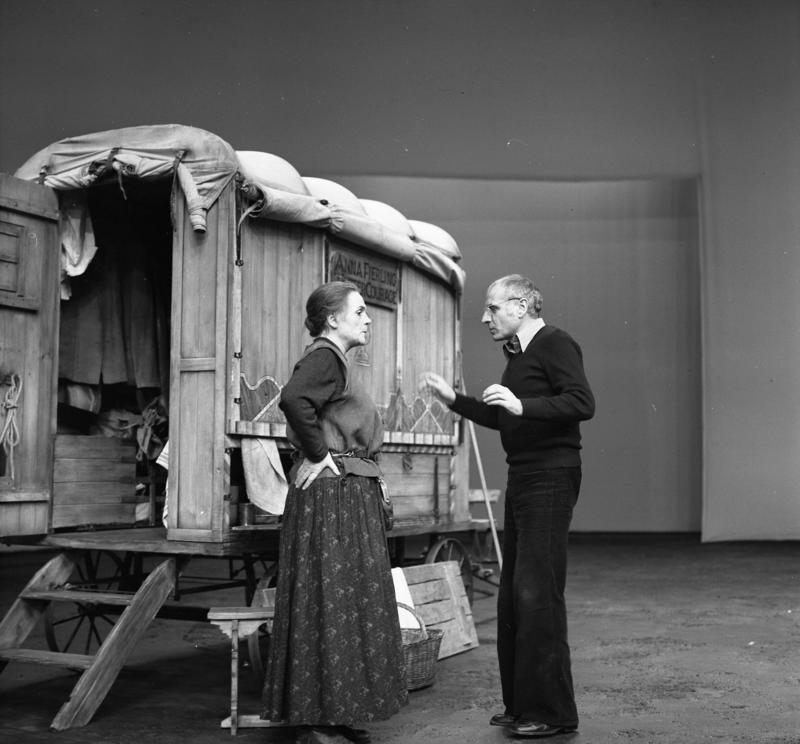
1978年，曼弗雷德·韋克沃思和吉塞拉·梅在排練《勇氣之母與她的子女們》

《勇氣之母與她的子女們》（德語：Mutter Courage und ihre Kinder）是一部德國戲劇家兼詩人贝托尔特·布莱希特創作於1939年的戲劇作品，德國演員瑪格麗特·史蒂芬還為戲劇做出了重大貢獻。1941年至1952年，瑞士和德國製作了四部戲劇作品，最後三部由從美國返回東德的布萊希特監督或導演。
布萊希特1956年去世數年後，該劇被改編為德國電影《勇氣與仁慈》（1961年），由布萊希特的遺孀兼演員海倫娜·薇格主演。
《勇氣之母與她的子女們》被部分劇評家認為是20世紀最偉大的戲劇，甚至是有史以來最偉大的反戰戲劇。劇評家布雷特·約翰遜（Brett D. Johnson）指出：「《勇氣之母》這樣的作品在當代美國戲劇中仍然很少見，但許多戲劇藝術家和學者可能都讚同藝術總監奧斯卡·尤斯蒂斯（Oskar Eustis）的觀點——布萊希特的傑作是二十世紀最偉大的戲劇。」

## 外部連結
维基共享资源上的相關多媒體資源：Mother Courage and Her Children
- 《勇氣之母與她的子女們》，互聯網百老匯資料庫